# Beaumont-en-Cambrésis
Beaumont-en-Cambrésis is een gemeente in het Franse Noorderdepartement (regio Hauts-de-France) en telt 422 inwoners (1999). De plaats maakt deel uit van het arrondissement Cambrai.

## Geografie
De oppervlakte van Beaumont-en-Cambrésis bedraagt 3,3 km², de bevolkingsdichtheid is 127,9 inwoners per km².
De onderstaande kaart toont de ligging van Beaumont-en-Cambrésis met de belangrijkste infrastructuur en aangrenzende gemeenten.

## Demografie
Onderstaande figuur toont het verloop van het inwonertal (bron: INSEE-tellingen).